# 8936 Gianni
8936 Gianni eller 1997 AS17 är en asteroid i huvudbältet som upptäcktes den 14 januari 1997 av Farra d'Isonzo-observatoriet i Farra d'Isonzo. Den är uppkallad efter den italienska amatörastronomen Gianni Ierman.
Asteroiden har en diameter på ungefär 5 kilometer.